# 祝福 (葉蒨文專輯)
《祝福》是葉蒨文第十張個人專輯，第五張粵語專輯，於1988年6月8日發行。《祝福》是葉蒨文之突破，銷量超越35萬張（七白金）。主打歌《祝福》推出時適逢當時仍然在世的無線藝員余綺霞在澳洲遇上車禍，故電台及電視台熱播藉以「祝福」她早日康復，流行程度深入民間，更快速進佔各大流行榜冠軍位置多時，成績婓然。葉蒨文憑《祝福》橫掃年尾各頒獎典禮大獎，人氣高企，正式進占一線女歌手位置。

## 曲目
| 曲序 | 曲目             |                 | 作曲                         | 编曲   | 备注                                                                                          |
| ---- | ---------------- | --------------- | ---------------------------- | ------ | --------------------------------------------------------------------------------------------- |
| 1.   | 祝福             | 潘偉源          | 梁弘志                       | 蘇德華 | 第二主打 無線配音日劇《早乙老師》粵語主題曲 改編自姜育恆的《驛動的心》 國語版本為《驛動的心》 |
| 2.   | 美夢記心中       | 林振強          | Giorgio Moroder Tom Whitlock | 鐘定一 | 第一主打 改編自Big Trouble的歌曲 《All I Need Is You》                                        |
| 3.   | 遺忘了           | 潘源良          | 林敏怡                       | 林敏怡 |                                                                                               |
| 4.   | 只有它           | 潘偉源          | Reggie Calloway              | 鐘定一 | 第三主打 改編自Natalie Cole的歌曲 《Jump Start》                                              |
| 5.   | 答案             | 林振強          | 玉置浩二                     | 鮑比達 | 改編自安全地帯的歌曲 《夏の終りのハーモニー》                                                 |
| 6.   | Only You         | Richard Stilgoe | Andrew Lloyd Webber          | 鐘定一 | 原唱者為Stephanie Lawrence和Ray Shell 出自音樂劇《Starlight Express》                         |
| 7.   | 紅玫瑰           | 林振強          | 五輪真弓                     | 鐘定一 |                                                                                               |
| 8.   | 為何是你         | 潘源良          | 徐日勤                       | 徐日勤 |                                                                                               |
| 9.   | 黎明不要來       | 黃霑            | 黃霑                         | 戴樂民 | 電影《倩女幽魂》插曲 同名國語版收錄於《瀟灑走一回》                                           |
| 10.  | 深深擁著我       | 林振強          | David Shire Carol Connors    | 戴樂民 | 國語版本為《最盼望是愛》 改編自Laura Branigan的歌曲 《Find Me》                               |
| 11.  | 從頭開始         | 林振強          | Chrissie Hynde               | 鐘定一 | 改編自The Pretenders的歌曲 《Don't Get Me Wrong》                                             |
| 12.  | 同你同我         | 黃霑            | 黃霑                         | 戴樂民 |                                                                                               |
| 13.  | Over the Rainbow | E.Y. Harburg    | Harold Arlen                 | 鐘定一 | 原唱者為Judy Garland                                                                          |

## 發行版本
- LP版
- CD版
- 盒帶版
- SACD版（2016）

## 翻唱版本
2022年，周深演唱经典粤语歌曲《祝福》，作为庆祝香港回归25周年纪念曲，由中国移动咪咕 、人民日报新媒体、周深工作室联合出品。。2022年6月29日在音乐平台作为数字单曲发布。

## 音樂錄影帶
- 祝福
- 美夢記心中
- 黎明不要來
- 只有它

## 獎項
- 1987年度香港電影金像獎－最佳原創電影歌曲獎《黎明不要來》
- 1988年度無線電視十大勁歌金曲頒獎典禮－金曲金獎《祝福》
- 1988年度無線電視十大勁歌金曲頒獎典禮－十大金曲獎《祝福》
- 1988年度無線電視十大勁歌金曲頒獎典禮－最佳唱片監製獎《祝福》（黃柏高/鍾定一/林子祥/葉蒨文）
- 1988年度無線電視十大勁歌金曲頒獎典禮－最佳作詞獎《祝福》（潘偉源）
- 1988年度無線電視勁歌金曲第二季季選－得獎金曲《祝福》
- 1988年度叱吒樂壇流行榜頒獎典禮－叱咤樂壇女歌手金獎
- 1988年度叱吒樂壇流行榜頒獎典禮－叱吒樂壇大碟IFPI大獎《祝福》
- 1988年度叱吒樂壇流行榜頒獎典禮－叱吒樂壇至尊歌曲大獎《祝福》
- 1988年度叱吒樂壇流行榜頒獎典禮－叱吒樂壇我最喜愛的歌曲大獎《祝福》
- 1988年度十大中文金曲頒獎音樂會－十大中文金曲獎《祝福》
- 1988年度十大中文金曲頒獎音樂會－最佳唱片監製獎《祝福》（林子祥/鍾定一/黃柏高/葉蒨文）
- 1988年度十大中文金曲頒獎音樂會－最佳中文（流行）歌詞獎《祝福》（潘偉源）